# Стрелочный перевод

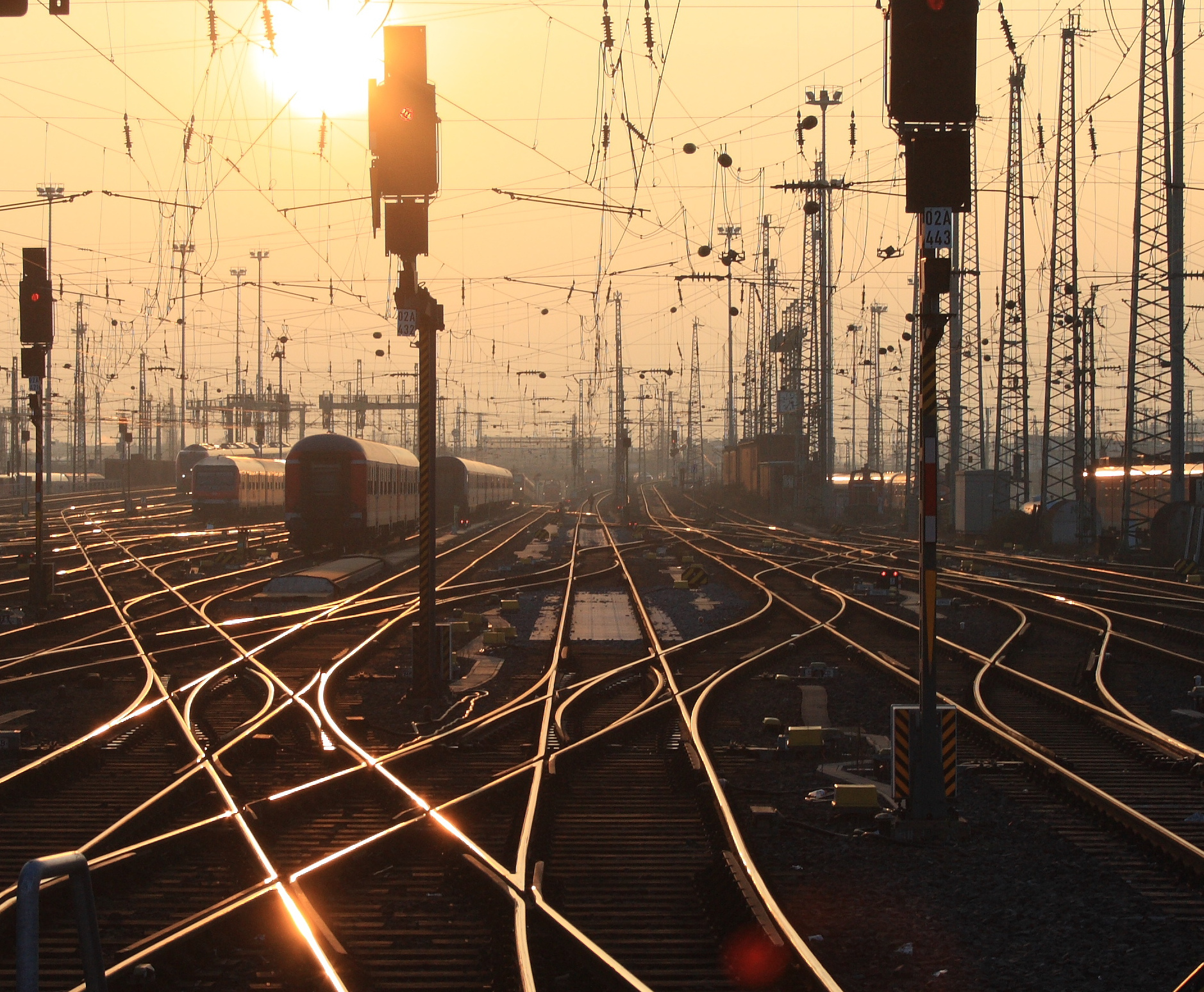
Соединения железнодорожных путей на станции Франкфурт

Стрелочный перевод — это наиболее широко распространённое устройство соединения путей, которое предназначено для перевода подвижного состава с одного пути на другой. Другими словами, стрелочный перевод позволяет подвижному составу переходить с главного пути на один (или более) примыкающий путь.
Для соединения недалеко расположенных рельсовых путей устраивается съезд, который состоит из двух стрелочных переводов и соединительного пути (несокращённый или сокращенный) между ними. Для перехода с одного пути на другой поездов, движущихся в разных направлениях, укладывается последовательно два съезда, а при определённых условиях — перекрёстный съезд.
При соединении нескольких параллельных путей стрелочные переводы располагают друг за другом на одном общем пути, который получил название стрелочной улицы.
Глухим пересечением называется взаимное пересечение двух рельсовых путей, лежащих на одном уровне. В зависимости от угла, под которым пересекаются пути, бывают прямоугольные и косоугольные.
При ремонте земляного полотна под одним из путей, при переходе двухпутной линии через однопутный мост и в некоторых аналогичных случаях поезда движутся по каждому пути без перехода с одной рельсовой колеи на другую — применяется сплетение путей.

## Устройство

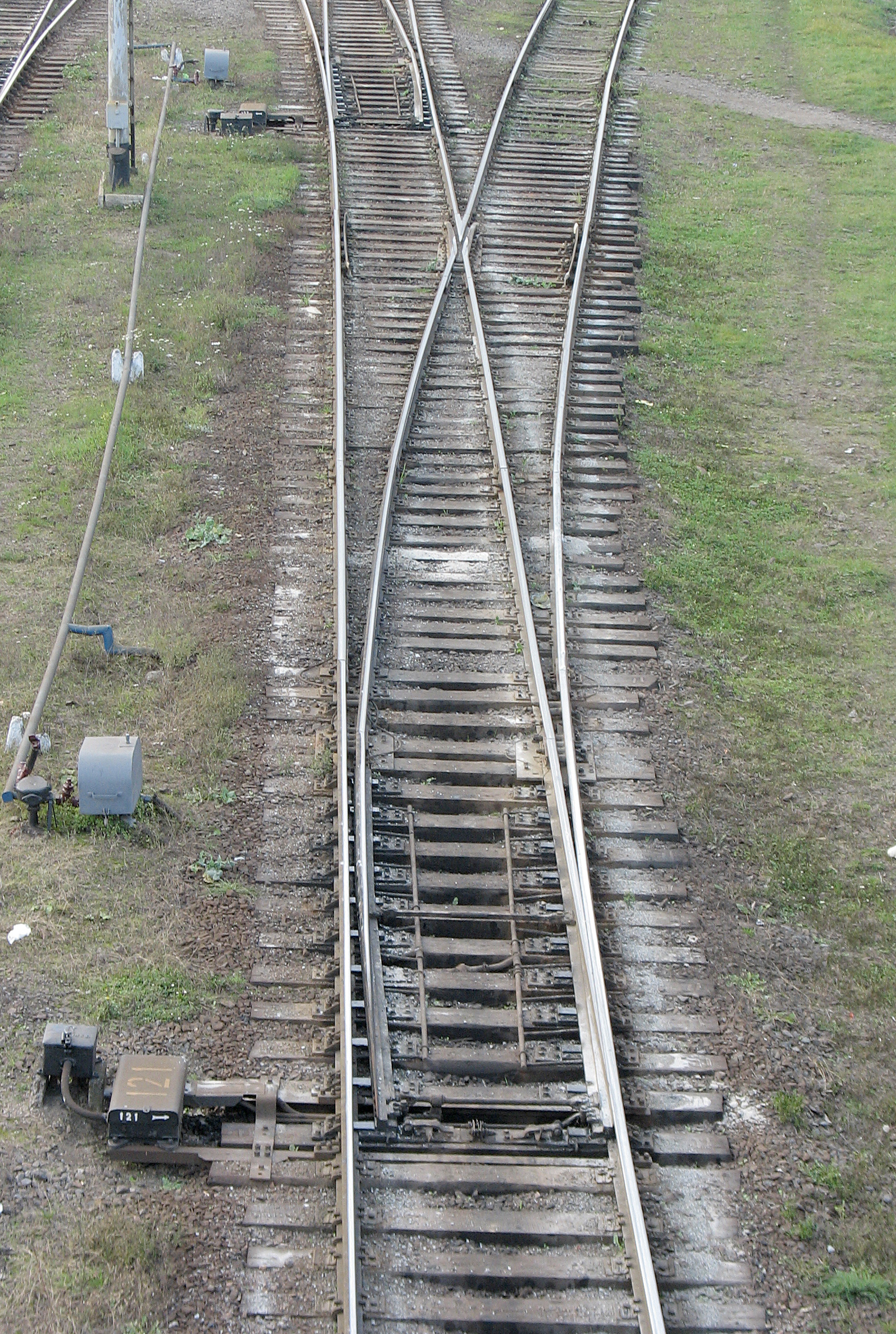
Стрелочный перевод классической конструкции на станции Шепетовка

Устройство стрелочных переводов со временем претерпело изменения.
Наиболее распространённое в России устройство «французской» стрелки (с остряками) выглядит следующим образом:
- Рамные рельсы (рельсы с боков стрелки, идущие без разрывов).
- Стрелка:
  - Переводной механизм.
  - На нецентрализованных (ручных) стрелках: стрелочный указатель (освещаемый или неосвещаемый) — применяется в ручных стрелках для указания, в каком направлении переведена стрелка. Если ручная стрелка оборудована освещаемым стрелочным указателем, то для указания движения по прямому пути в обе стороны днём виден белый прямоугольник узкой стороны указателя, ночью — молочно-белый огонь; для движения на боковой путь — днём видна широкая сторона указателя, а ночью — жёлтый огонь. Если ручная стрелка оборудована неосвещаемым стрелочным указателем, то для указания на движение по прямому пути стрелочный указатель направлен ребром вдоль пути, а на движение на боковой путь — широкая сторона указателя направлена стрелой в сторону бокового пути.
  - В автоматических стрелках указатели не ставятся, направление, в котором переведена такая стрелка, определяется по положению остряков.
  - По сигналу светофора можно определить, что одна или несколько стрелок в маршруте поезда установлены на боковой путь. В зависимости от этого машинист выбирает скоростной режим.
  - Тяги, соединяющие переводной механизм с остряками.
  - Остряки (перья в трамвайной терминологии) — подвижные участки рельсов. Остроганный конец остряка называется остриём, а другой — корнем. Закреплены остряки только в корне. Между собой остряки соединены тягами. Для пропуска подвижного состава остряки устанавливают так, что один из них плотно прижат к рамному рельсу, а другой отведён от своего рамного рельса на определённое расстояние, называемое шагом остряка. На железнодорожных путях промышленных предприятий иногда используются так называемые безостряковые стрелочные переводы, в которых вместо остряков уложено по паре подвижных рамных рельсов.
  - Корневые стыки — стыки в корнях остряков. Их гайки не затягивают до упора, чтобы обеспечить подвижность остряков.
  - На нецентрализованных (ручных) стрелках: Замки Мелентьева, позволяющие зафиксировать стрелку в одном положении (в настоящее время используются редко).
- Переводная кривая и соединительная прямая (соединительные участки пути, которые соединяют остряки с крестовиной).
- Крестовина — устанавливается в месте пересечения рельсовых нитей:
  - Сердечник — основная деталь крестовины, выполненная в виде треугольника (сердечники бывают подвижные и неподвижные; первые используются на линиях, где курсируют скоростные и высокоскоростные поезда, и обеспечивают плавное прохождение этими поездами стрелок со скоростью, установленной правилами технической эксплуатации данного типа подвижного состава).
  - Усовики — предназначены для обеспечения правильного направления колеса при проходе через «мертвую зону» (пространство, где сердечник уже закончился, а рельс соединительного пути ещё не начался). При правильной регулировке деталей крестовины колёса не должны касаться усовиков или контррельсов (контррельсы расположены с противоположных сторон у внешних рельсов стрелочного перевода напротив крестовины).
  - Контррельсы — обеспечивают направление движения по соответствующему пути для предотвращение схода колёсной пары с рельсовой колеи; могут не укладываться в крестовинах с подвижным сердечником.
- Предельный столбик — постоянный сигнальный знак в виде столбика, окрашенного в специальные сигнальные цвета в зависимости от классификации пути, устанавливаемый в месте, где расстояние между осями смежных путей составляет установленное для данного пути значение (как правило, 4 100 мм). Он определяет место, за которым размещенный на пути подвижной состав будет находиться в габарите, обеспечивающем безопасный пропуск по соседнему пути.
- Движение по стрелочному переводу в направлении от крестовины к его острякам принято называть пошёрстным, а направление от остряков к крестовине — противошёрстным. При езде в пошёрстном направлении стрелка должна быть переведена в соответствующее положение — иначе поезд взрежет стрелку.
- Основные требования к стрелочным переводам СССР были установлены в § 30 Правил технической эксплуатации железных дорог Союза ССР. В Российской Федерации действующим регламентирующим документом являются Правила технической эксплуатации железных дорог РФ.

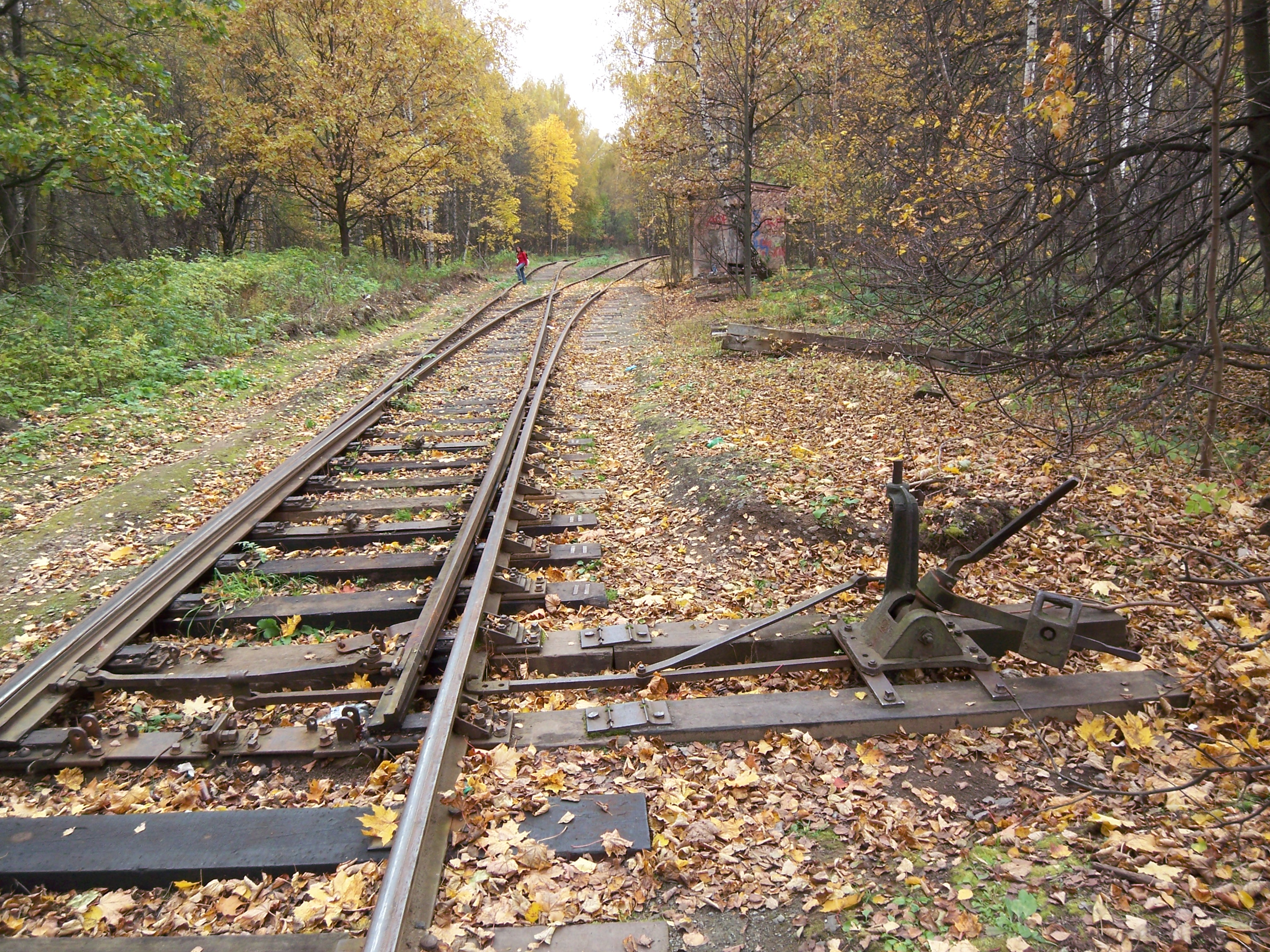
Стрелочный перевод с ручным управлением (демонтирован фонарь и указатель)
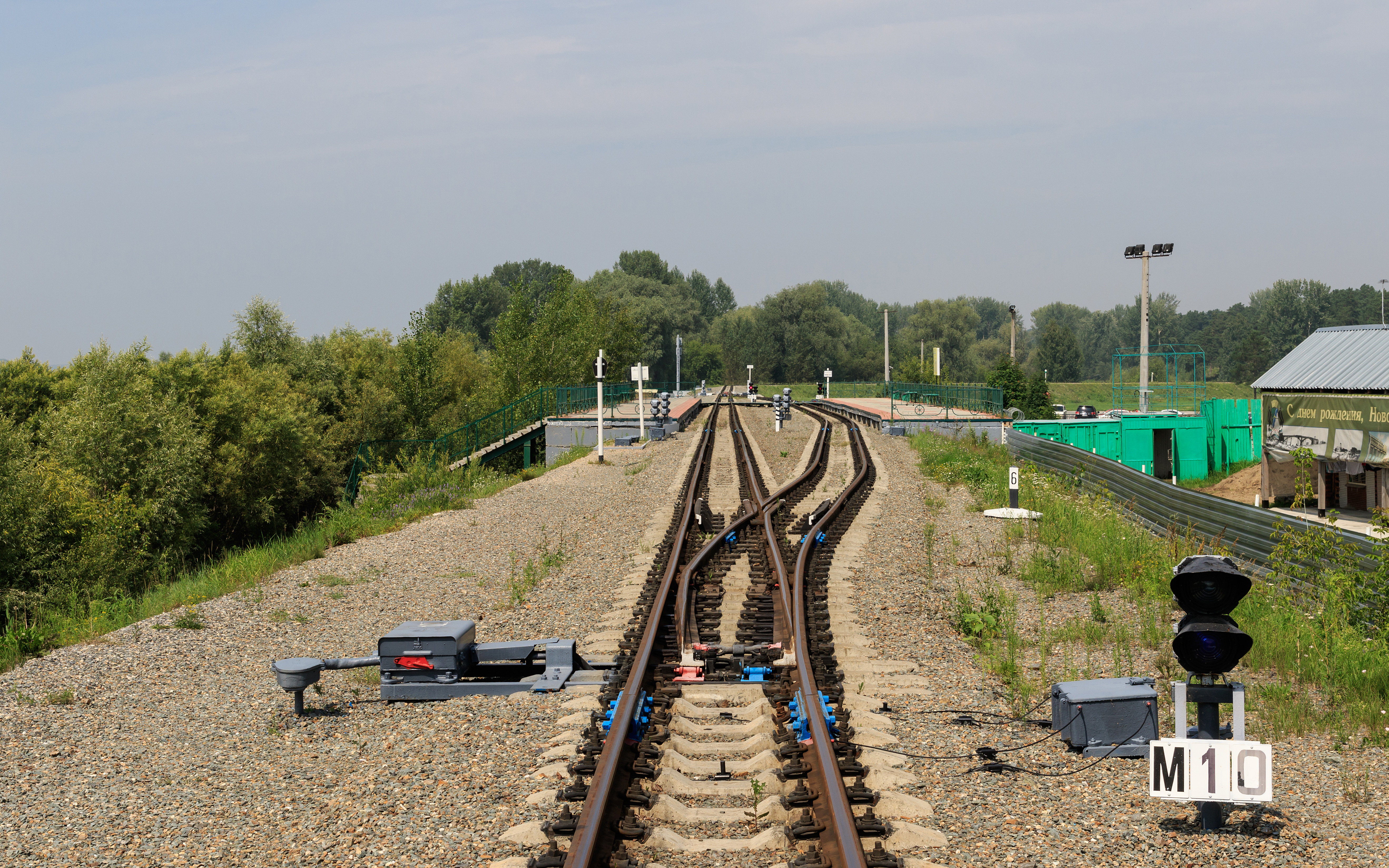
Стрелочный перевод с электроприводом с дистанционным управлением на узкоколейной детской дороге (Россия)
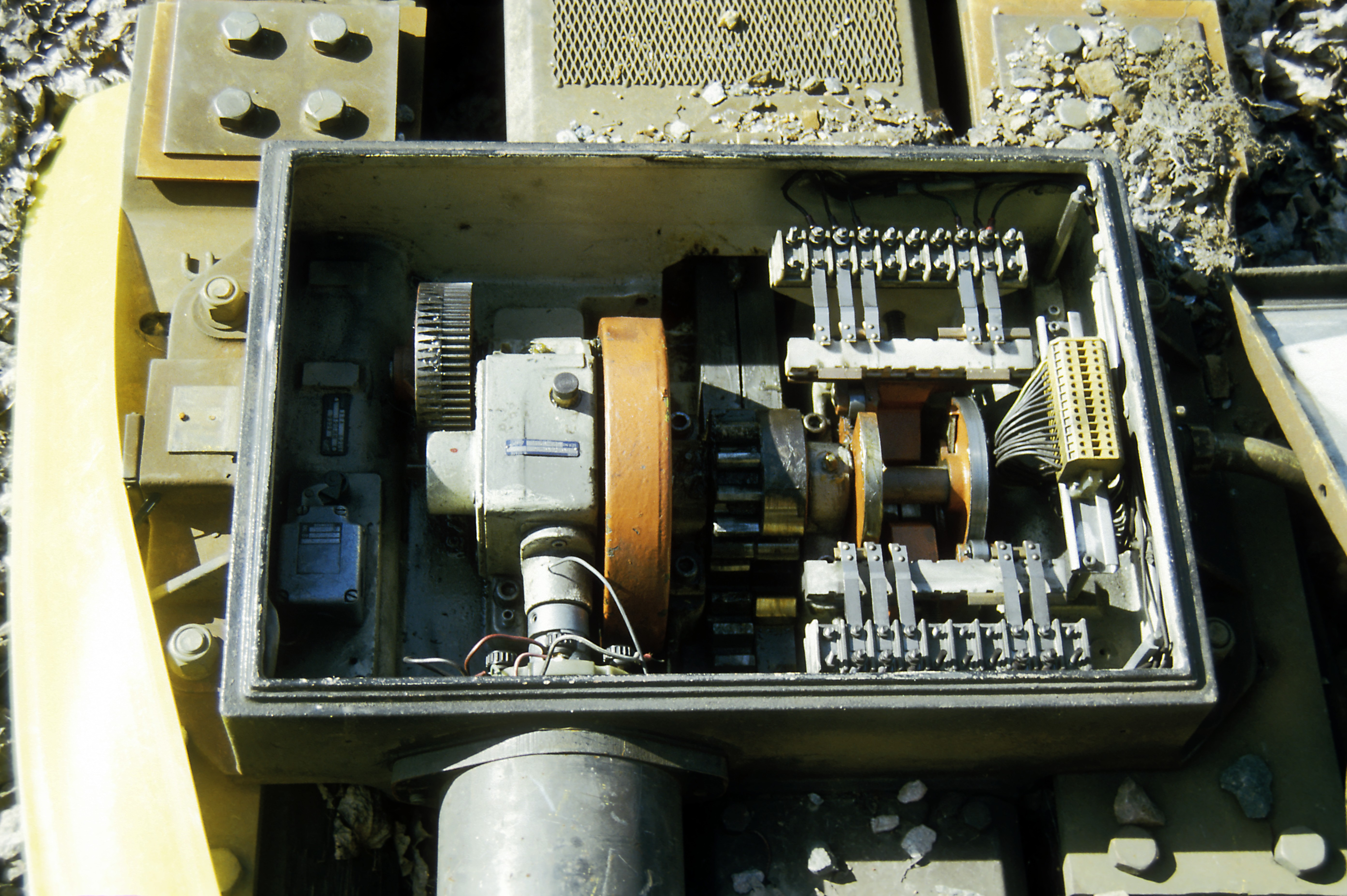
Электропривод стрелочного перевода (Германия)
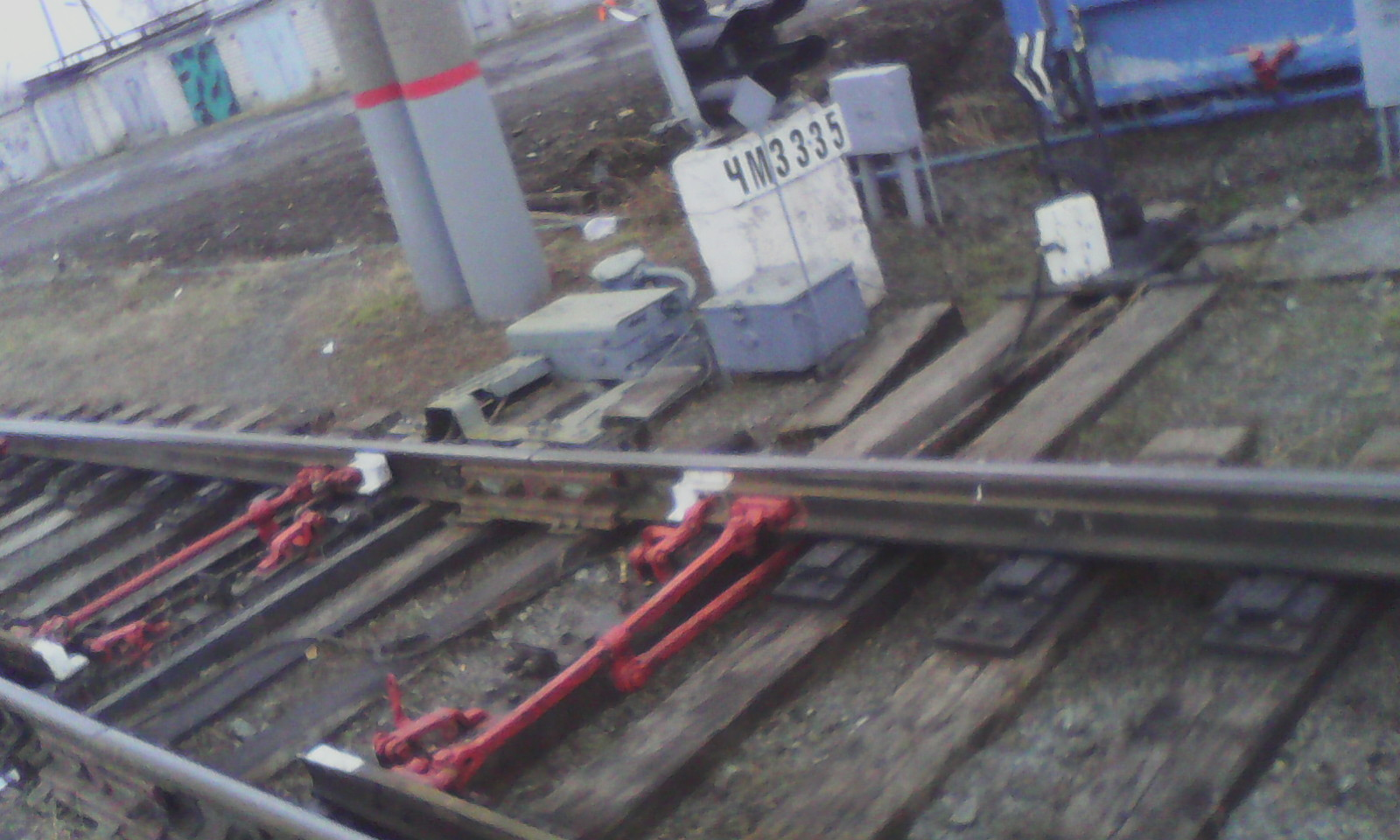
Слева — стрелочный перевод с дистанционным электрическим управлением, справа — с ручным (Россия)

### Крестовины

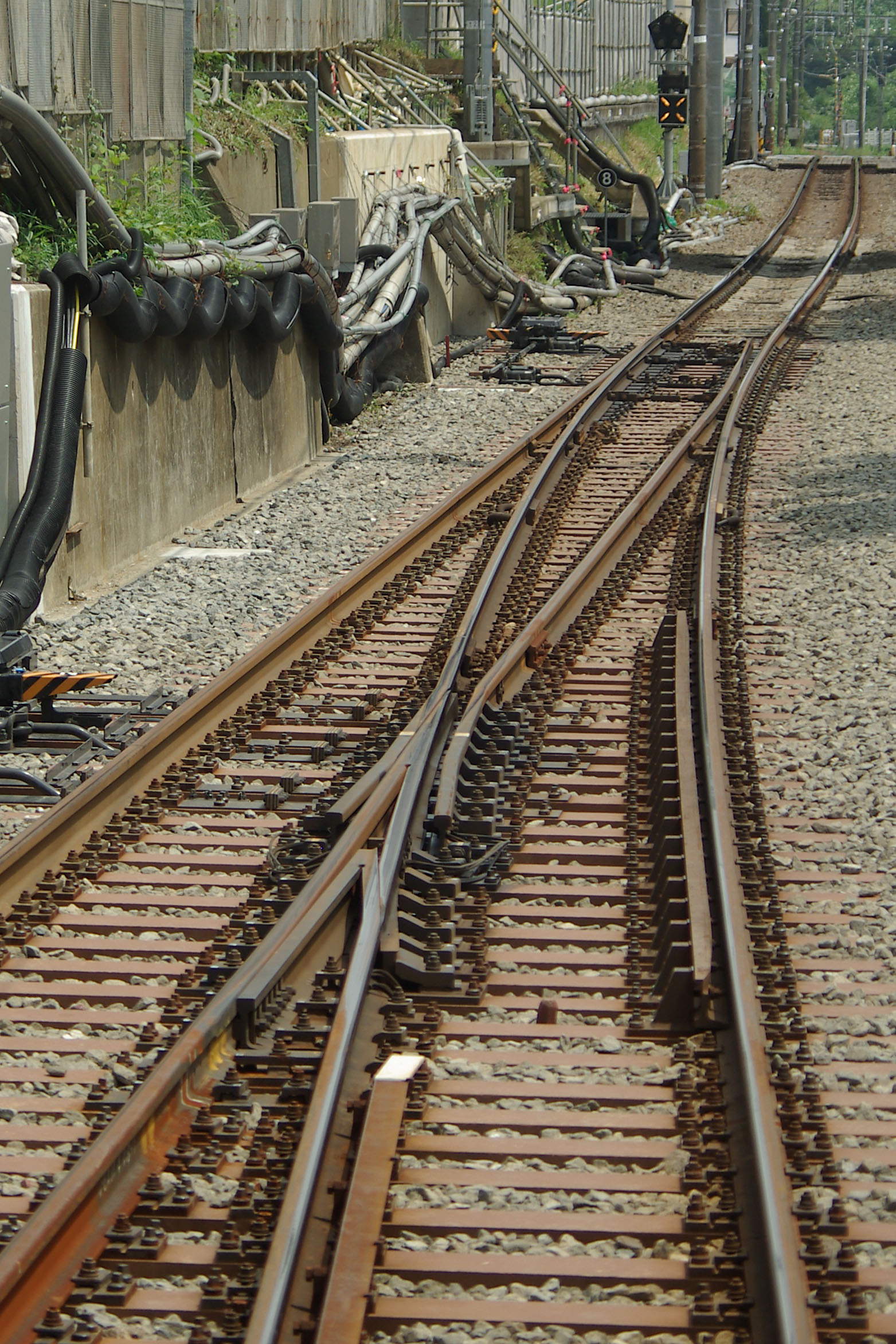
Стрелочный перевод с подвижным сердечником (Япония)

Крестовины обеспечивают прохождение колёс подвижного состава в местах пересечения рельсовой нити одного пути рельсовой нитью другого. Различают крестовины без подвижных частей, по которым движение подвижного состава возможно по любой из рельсовых колей в любое время, и крестовины с подвижными элементами, которые должны переводиться одновременно со стрелками, и движение по которым возможно только по той колее, на которую переведена крестовина. Крестовины с подвижными элементами вместе с приводами в целом дороже как в изготовлении, так и в эксплуатации, зато позволяют обходиться без контррельсов и без разрыва рельсовой колеи, которое неизбежно в неподвижных крестовинах в тех местах, где траектория гребня колёс пересекает рельсовую нить другого направления. За счёт этого крестовины с подвижными элементами позволяют достигать гораздо большей плавности прохождения подвижного состава и уменьшать ударные нагрузки. Крестовины обычно изготавливаются из высокомарганцевой стали (сталь Гадфильда), обладающей высоким сопротивлением износу при ударных нагрузках.

#### Марки крестовин
Все стрелочные переводы железнодорожного типа в России и странах бывшего СССР принято характеризовать маркой крестовины, которая представляет собой соотношение ширины сердечника к его длине. Марку крестовины выражают в виде дроби (а также как величину угла между рабочими гранями сердечника в градусах). Среди обыкновенных прямолинейных стрелочных переводов в странах бывшего СССР наиболее распространены переводы с маркой крестовины 1/11 и 1/9, а также симметричные переводы с марками крестовин 1/6, 1/4,5 и др. Также существуют стрелочные переводы с пологими марками крестовин 1/18 и 1/22, допускающие скорости движения по отклонению до 80 км/ч и 120 км/ч соответственно.
Стрелочные переводы на главных и приёмо-отправочных путях, предназначенных для пассажирского движения, имеют крестовины марки не круче 1/11. По стрелочным переводам с крестовиной марки 1/9 движение пассажирских поездов допускается только по прямому пути. На приёмо-отправочных путях, предназначенных для грузового движения, укладывают стрелочные переводы с маркой крестовины не круче 1/9, а симметричные — не круче 1/6. Стрелочные переводы прочих путей имеют марки крестовин не круче 1/8, а симметричные — не круче 1/4,5.
Движение поездов по стрелочным переводам марки 1/9 разрешается по прямому пути со скоростями не выше 100 км/ч, а с крестовиной марки 1/11 — 120 км/ч, 140 км/ч, и с более высокими скоростями до 300 км/ч в зависимости от других особенностей стрелочного перевода. На боковой путь по стрелочным переводами марки 1/9 — не выше 40 км/ч, марки 1/11 — не более 50 км/ч, а по симметричным переводам марки 1/11 — не более 70 км/ч.
Для увеличения скорости движения на боковой путь требуются более пологие стрелки. С другой стороны, с увеличением радиуса переводной кривой резко возрастает длина стрелочного перевода, а с ней — длина и масса остряков, усложняется их геометрия. Поэтому для перевода таких стрелок применяется связка из нескольких стрелочных электроприводов, работающих параллельно.

### Принцип работы
Принцип работы стрелочного перевода иллюстрирует следующая анимация.

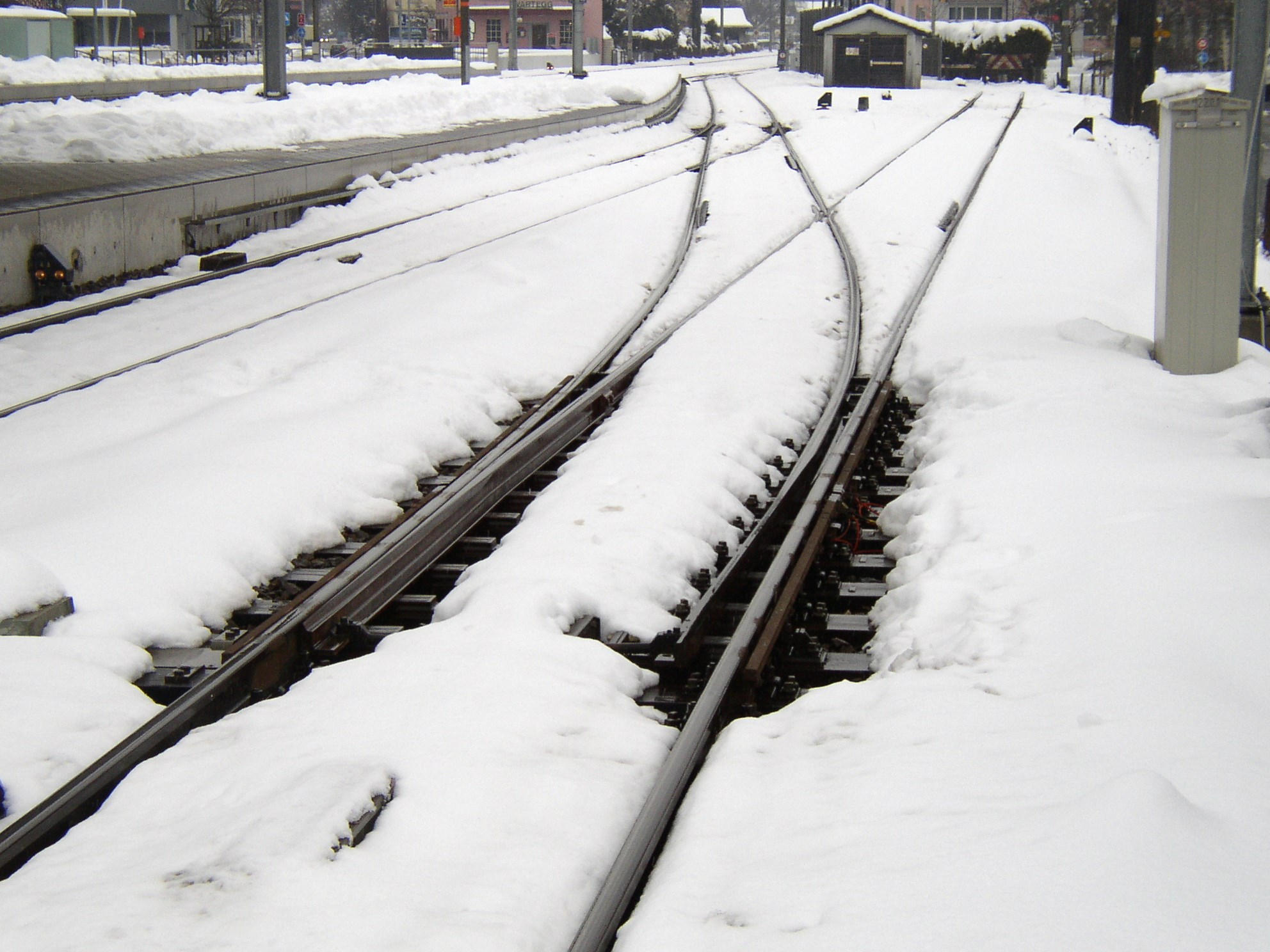
Стрелочный перевод с газовым обогревом (Швейцария)

В данной анимации путь между точками А и В прямой, а между точками A и C — боковой.

### Работа в условиях низкой температуры
При установлении низких температур, например, зимой, снег и лёд могут стать причиной неперевода стрелки в требуемое положение (неприлегание остряка к рамному рельсу), что ведёт к работе электродвигателя на фрикцию (повышения тока электродвигателя стрелочного электропривода), что, в свою очередь, может привести к перегоранию предохранителя или сгоранию двигателя и в конечном итоге к невозможности перевода стрелки с пульта управления (контроль стрелки сохраняется). В прошлом, да и сейчас для решения данной проблемы специальные работники занимались расчисткой путей, в зависимости от количества выпадающего снега издаётся приказ о вводе 1, 2, 3 очереди. Так до сих пор и происходит в некоторых странах и на некоторых, особенно малозначимых, линиях. Ещё одним вариантом разрешения проблемы является обогрев перевода для растопления снега и льда. С этой целью обычно используют газ или электричество, а также для очистки стрелочных приводов применяется сжатый воздух (пневмообдувка стрелки).

### Установка стрелочного электропривода[4][неавторитетный источник]
- Сначала происходит разметка мест для установки фундаментных угольников и просверливаются отверстия для крепежа угольников в шейке рельса.
- Устанавливаются серьги с изолирующим устройством.
- Происходит установка всех тяг (стрелочная, рабочая, контрольная).
- Проверяется работоспособность всей гарнитуры и привода при помощи перевода курбельной рукояти.
- Стопорные планки загибаются и шплинтуются болты, после — устанавливаются закрутки и устанавливается фартук.
- Электропривод в обязательном порядке должен быть окрашен несмываемой чёрной краской. На крышке краской белого цвета указывается изображение стрелы и номер стрелки.

## Прочие виды стрелок

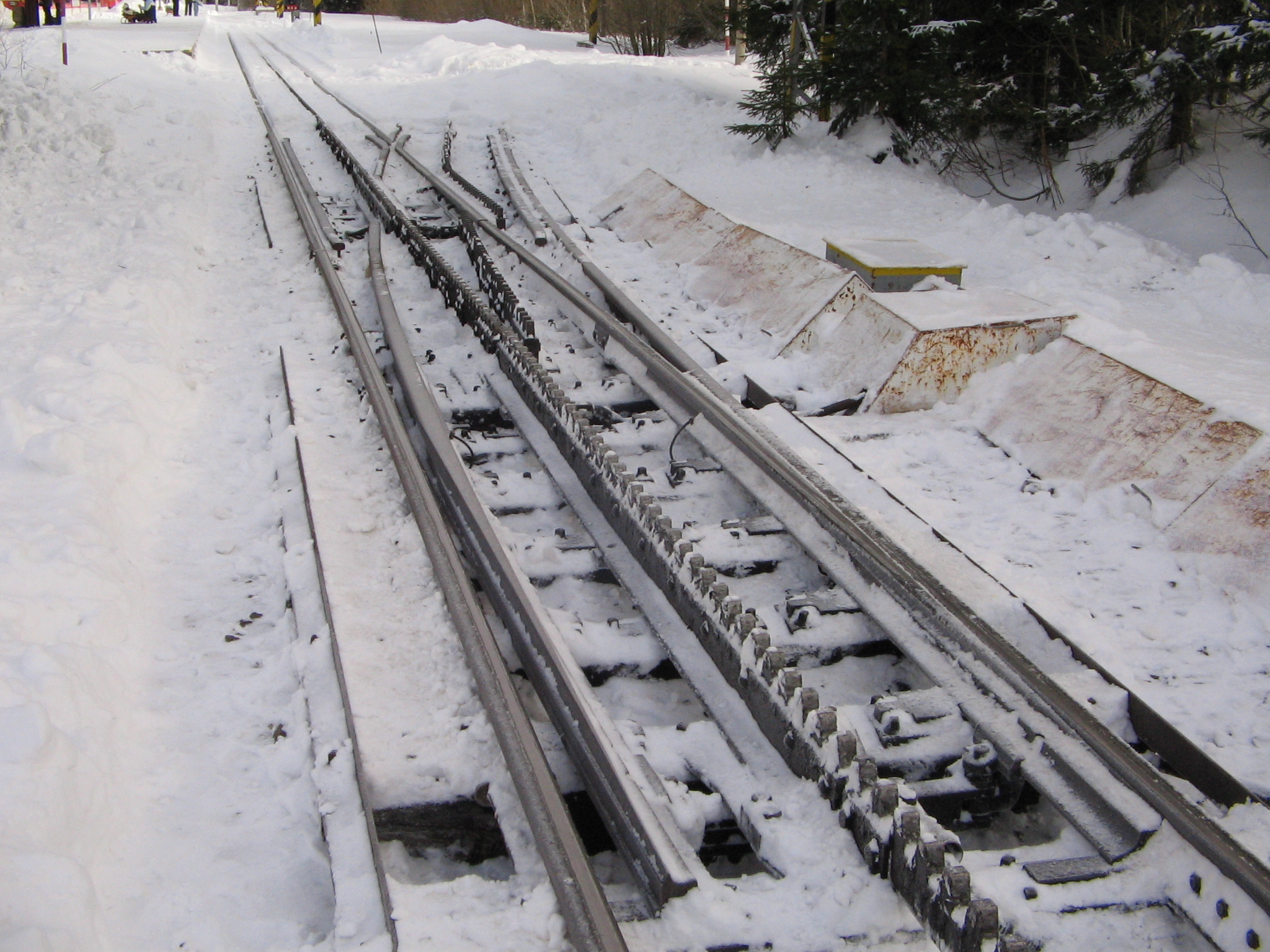
Стрелочный перевод на зубчатой железной дороге (:sk:Štrbské Pleso, Словакия)

Существуют конструкции, в которых происходит совмещение торцов подвижных рельсов, соединяемых колеёй при перемещении их в горизонтальной плоскости.
Также существуют специальные конструкции, в которых колея одного из направлений начинается в виде клина, накладываемого механизмом на головки рельсов другого направления, благодаря чему такую стрелку теоретически возможно ввести в имеющийся путь без разрыва его колеи. Движение по одному из направлений происходит также по практически не изменённой рельсовой колее, но по отклонённому направлению необходимо сильное ограничение скорости.
Также в монорельсе применяется переворотный тип стрелки, когда два направления закреплены с разных сторон бруса. Для перевода стрелки механизм переворачивает брус нужной стороной.

## Типы стрелочных переводов
В общем случае стрелочные переводы подразделяются на:
- одиночные стрелочные переводы, в которых один путь разделяется на два;
  - обыкновенные (прямолинейные) — у которых одно из направлений полностью прямолинейно:
  - симметричные — в которых оба направления отклоняются одинаковыми радиусами на одинаковый угол в разные стороны, за счёт чего длина стрелочного перевода минимальна при заданном минимальном радиусе кривой, такие стрелочные переводы часто применяются в стеснённых условиях.
  - несимметричные одно- и разносторонние;
- двойные стрелочные переводы, в которых тесно соседствуют две стрелки, и один путь разветвляется на три:
  - симметричные, в которых два направления отклоняются одинаковыми радиусами на одинаковый угол в разные стороны, а третье направление прямолинейно. Такие стрелочные переводы называются тройниками;
  - несимметричные одно- и разносторонние;
- перекрёстные стрелочные переводы — располагаются в месте пересечения под углом двух путей:
  - одиночный имеет два комплекта остряков, управляемые двумя механизмами, и позволяет проходить с любой из четырёх веток прямо, и между двумя ветками из этих четырёх — на отклонение;
  - двойной — позволяют как проходить по каждому из пересекающихся путей прямо, так и переходить с одного пути на другой. В такой конструкции присутствует четыре комплекта остряков, управляемые двумя механизмами; две тупые и две остроугольные крестовины. Такие стрелочные переводы часто называют «американскими» («американками») или «крокодилами»;
- сбрасывающая стрелка в нормальном положении (то есть по умолчанию) направлена на сброс («в никуда»), чтобы не допустить выхода случайно ушедшего подвижного состава (вагона, локомотива) на чужой маршрут. Только при приготовлении маршрута по данной стрелке, она переводится, замыкая путь[5];
- сбрасывающий остряк — упрощенная разновидность сбрасывающей стрелки. Представляет собой управляемый остряк только на одном (обычно внешнем) рельсе. Как правило, устанавливается на боковых железнодорожных путях для препятствования самопроизвольному или случайному выходу с них состава на главные пути станции или перегона.

Чтобы определить сторонность СП, надо: встать у острия остряка и смотреть в сторону крестовины, если отклонение (боковое направление) идёт направо, то это правый СП, если налево, то — левый. Если у стрелочного перевода нет прямого направления и оба направления, как налево, так и направо, идут симметрично на отклонение, то это — симметричный стрелочный перевод.
Наибольшее распространение получили одиночные обыкновенные стрелочные переводы, в отдельных случаях укладываются перекрестные двойные стрелочные переводы. Все остальные виды особого распространения не получили ввиду сложности устройства и эксплуатации.

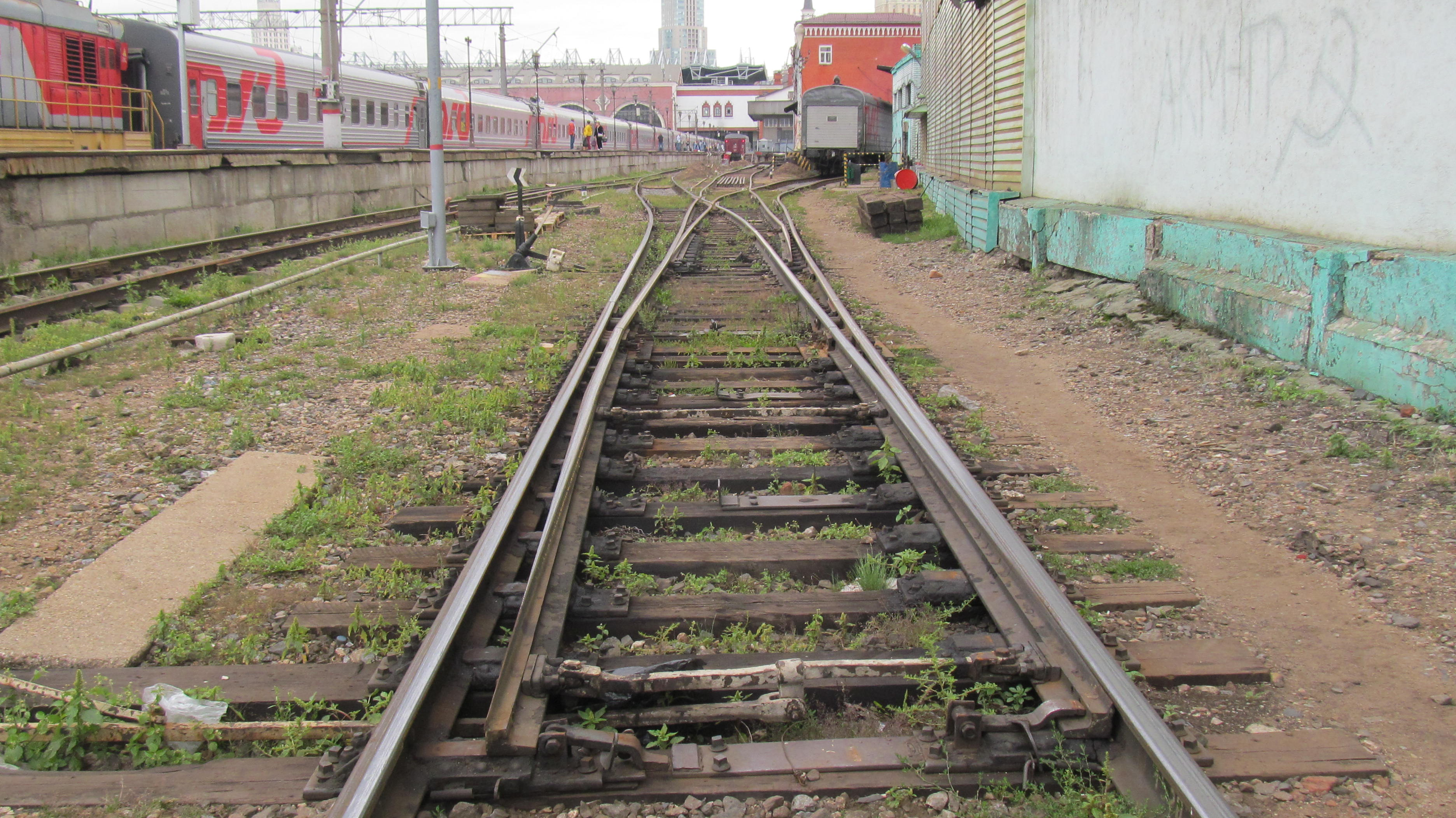
Двойной стрелочный перевод на станции Москва-Пассажирская-Казанская
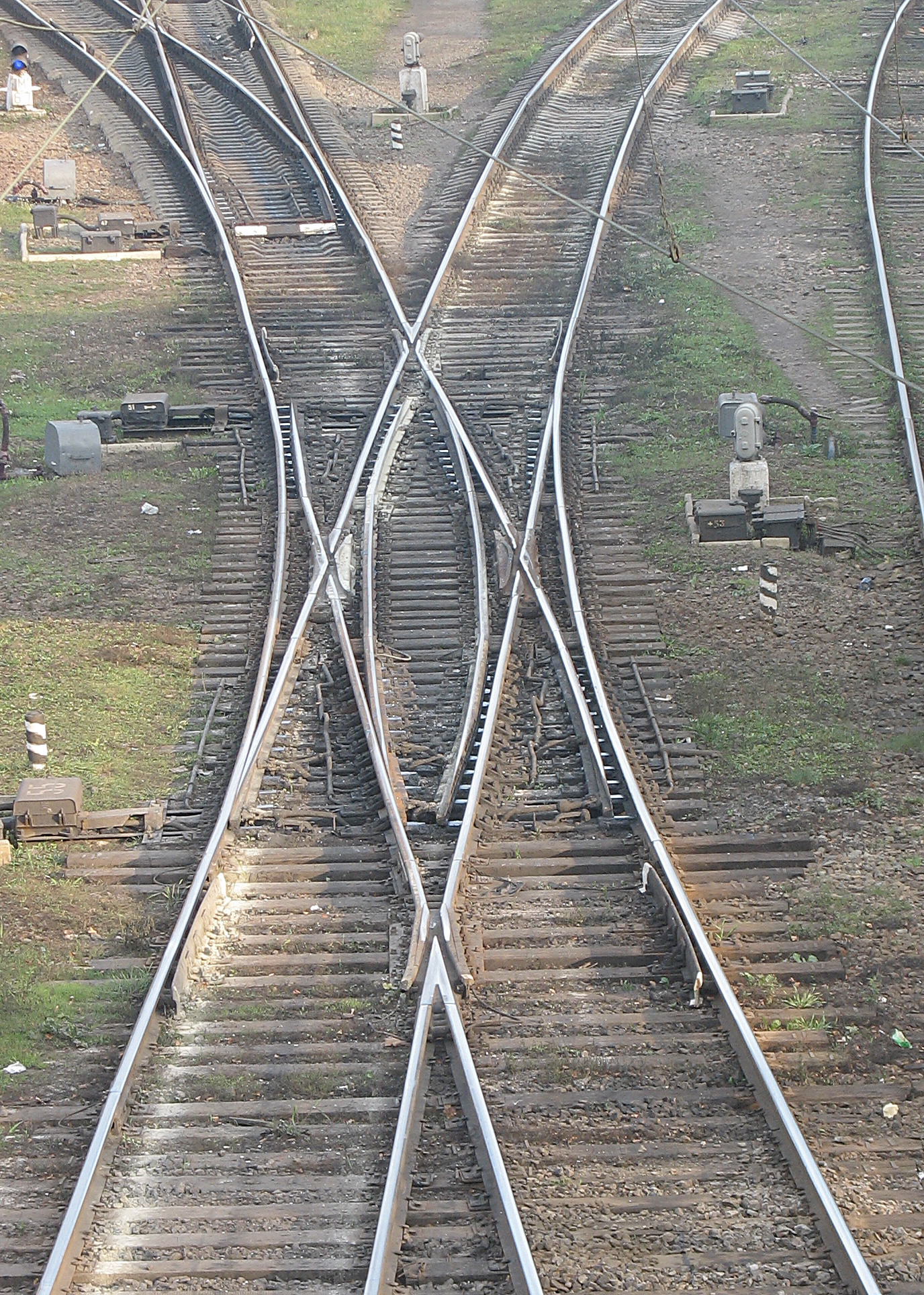
Перекрёстный двойной стрелочный перевод на станции Шепетовка. На фото он переключен на маршрут «левый ближний — правый дальний»
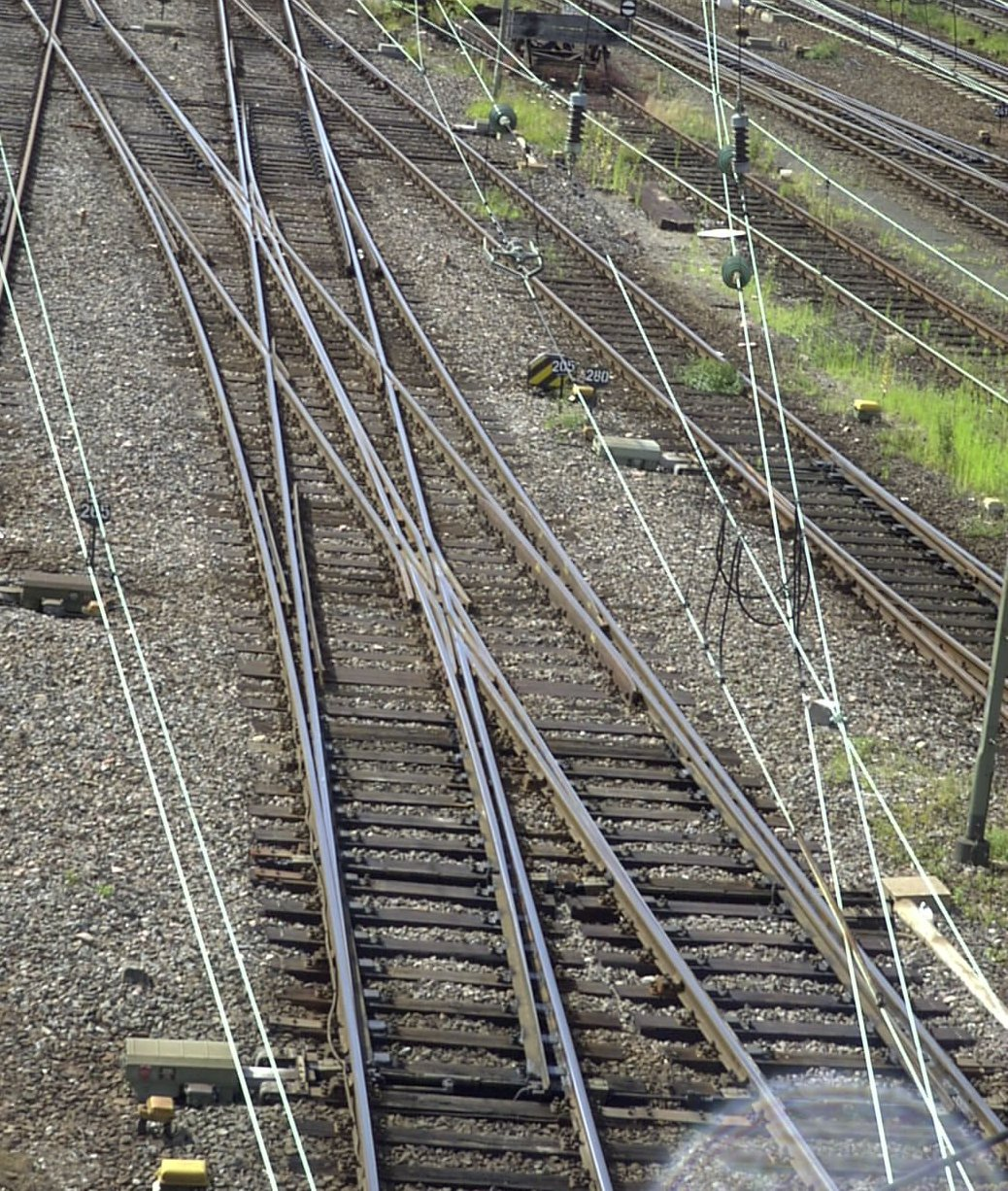
Перекрёстный двойной стрелочный перевод типа «Bäseler» в Гейдельберге
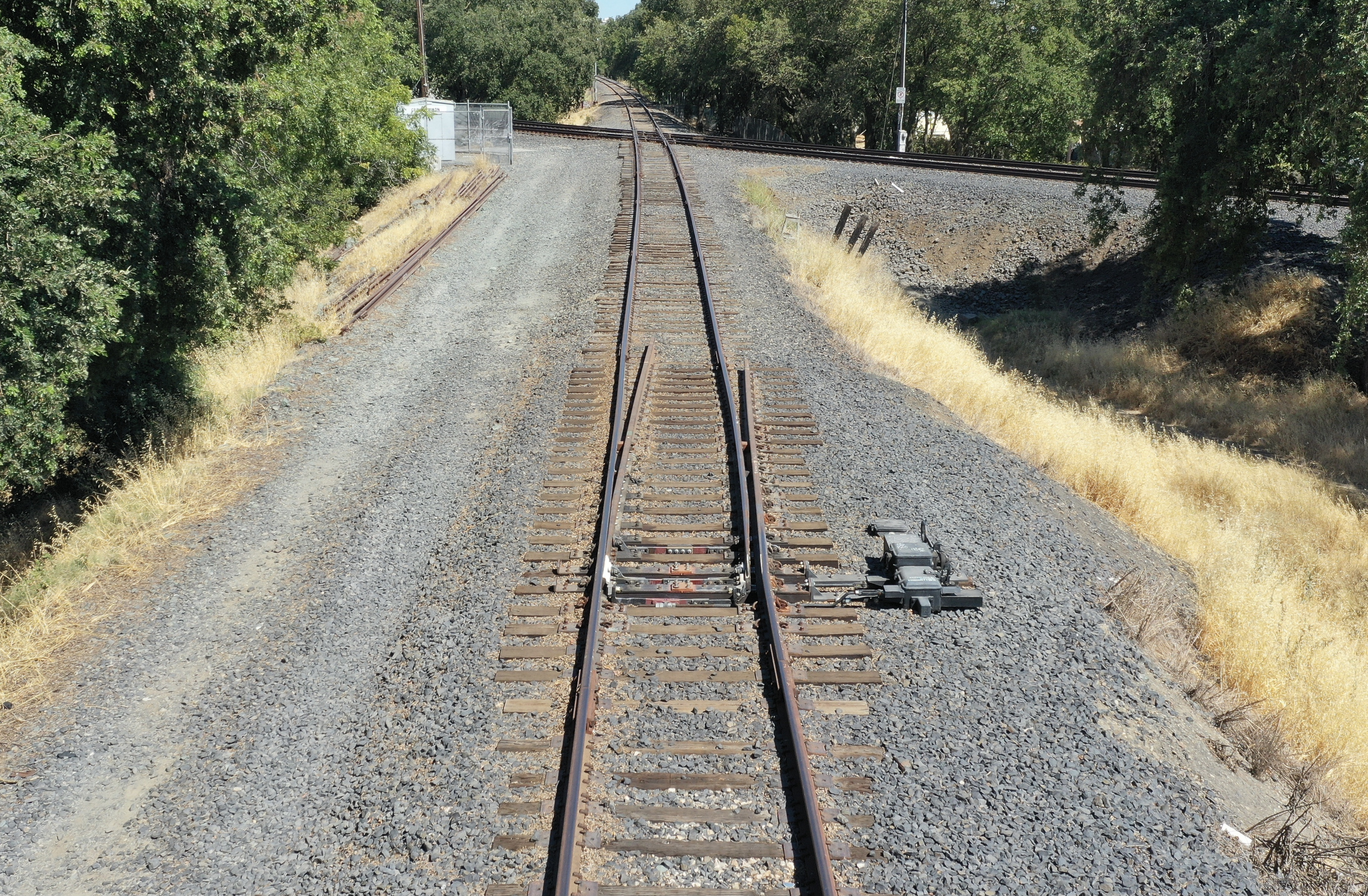
Сбрасывающая стрелка
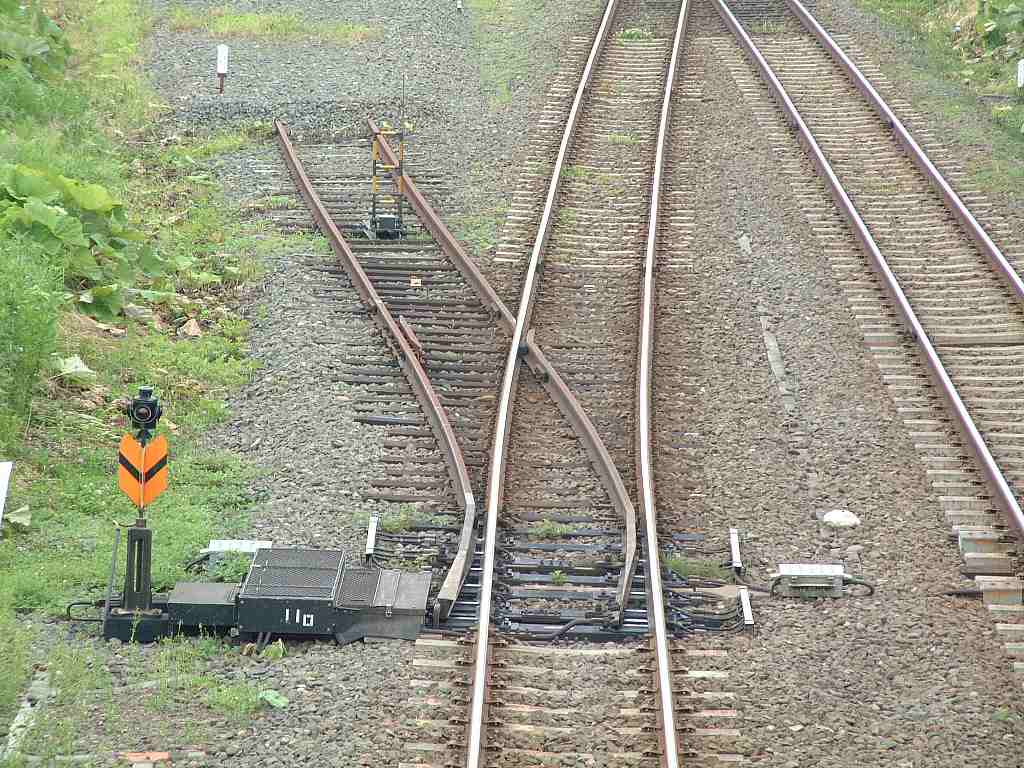
Сбрасывающая стрелка с электроприводом (Япония)
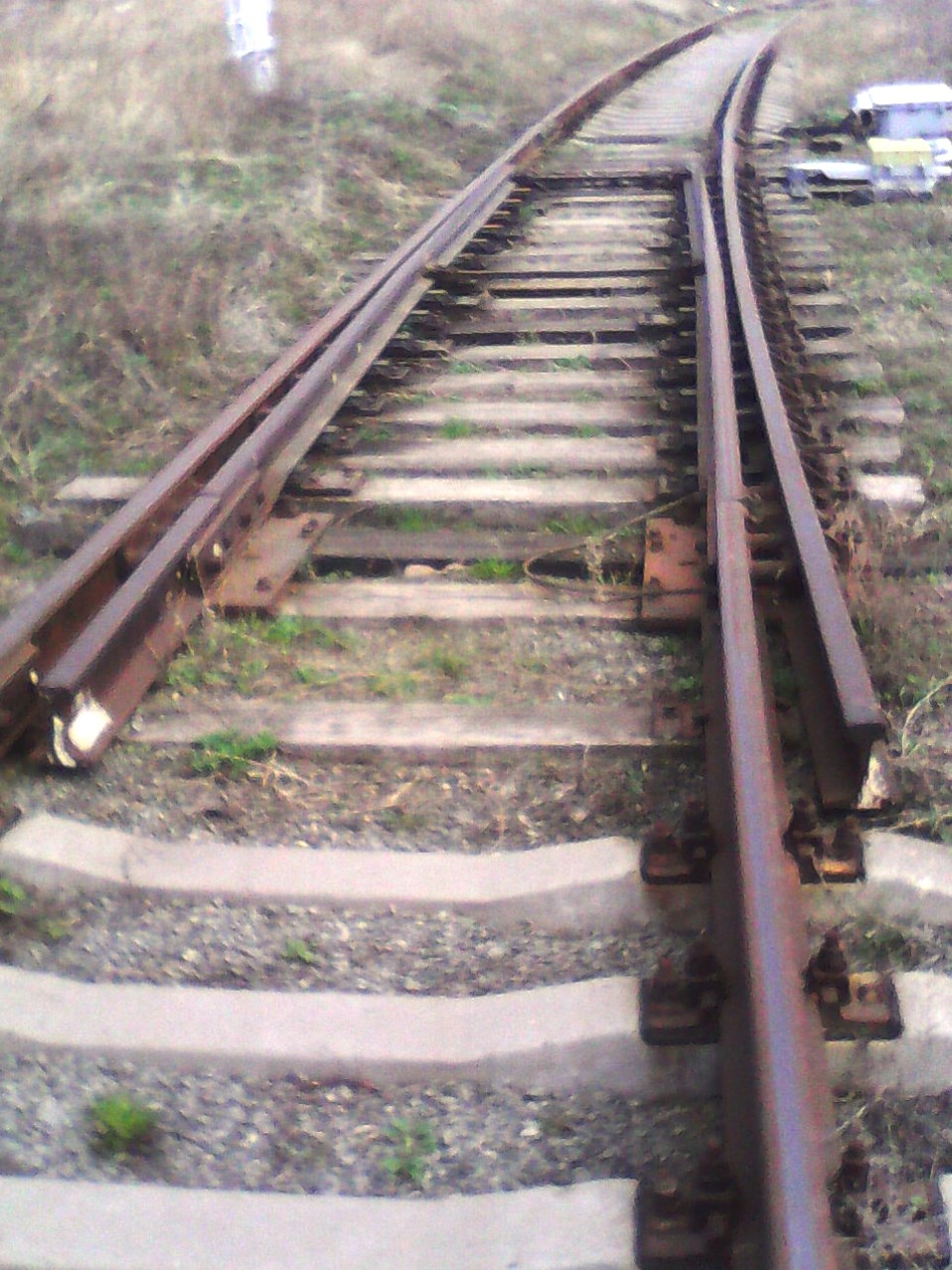
Сбрасывающая стрелка с электроприводом с дистанционным управлением с подъездного пути (Россия)

## Прочие виды транспорта

### Трамвай

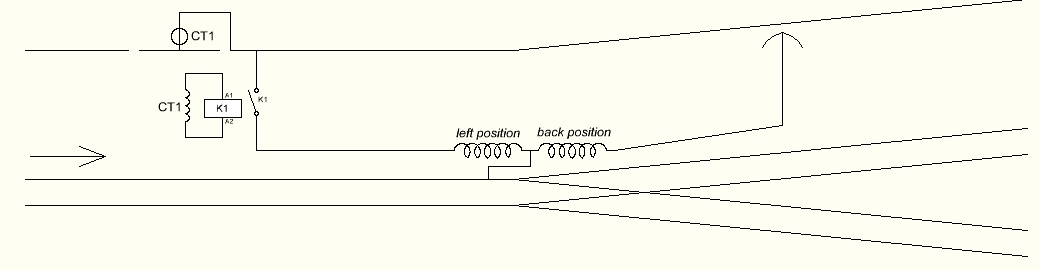
Принцип работы советского стрелочного перевода

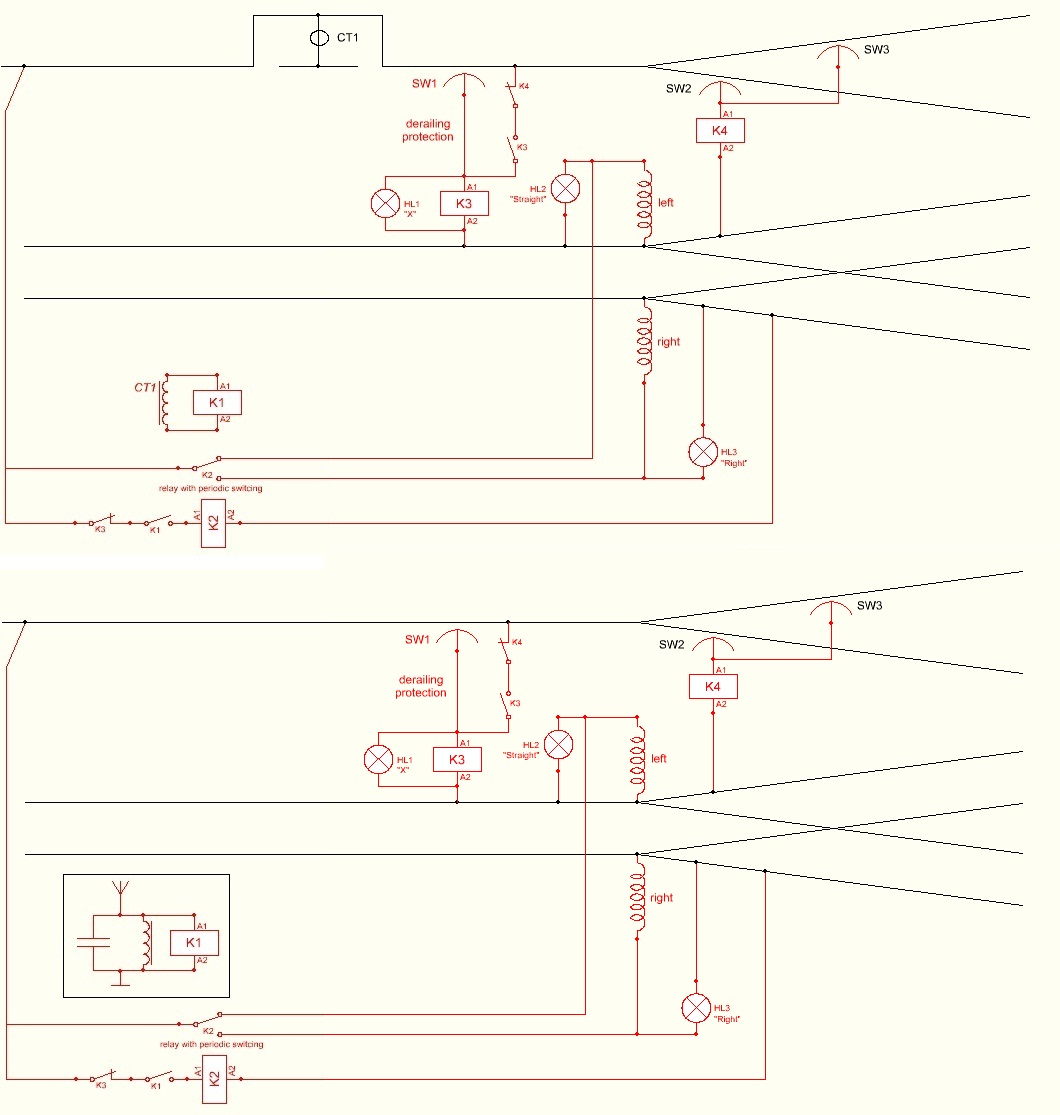
Принцип работы современных трамвайных стрелочных переводов

Задача стрелочного перевода — изменять направление следования трамвайных поездов. Достигается это благодаря использованию специальных парных клиньев — перьев стрелки, которые отжимают реборды колес и направляют их в нужном направлении.
Нередко трамвайная стрелка, в отличие от железнодорожной, оснащается только одним клином. Вторая рельса исполняется просто с разрывом и не управляет направлением движения состава, а плавность хода колеса над разрывом достигается за счет дна желоба рельса, по которому реборда прокатывается своим внешним радиусом.
При одностороннем движении трамваев половина стрелок становятся «обратными» (на которых пути, с точки зрения направления движения, соединяются, а не расходятся). Такие стрелки не управляют движением состава, их не требуется переводить и положение их клина обычно просто продавливается движущейся по ним колесной парой.
Ручной перевод стрелочного перевода — тяжелый, малопроизводительный и при интенсивном уличном движении до некоторой степени опасный труд.
Сейчас в Москве и других городах России перевод выполняется автоматически. Стрелка имеет электрифицированную систему управления с электромагнитным приводом. В стрелочной коробке находятся два соленоида. Они имеют фактически двойной сердечник, соединённый с тягой, которая, в свою очередь, соединена с перьями стрелки.
Работает система управления стрелкой от контактной сети трамвая напряжением 600 вольт. Один из электроприводов сериесный (последовательный), он включён в электрическую цепь последовательно цепи трамвайного вагона. Второй — шунтовой — включён в электрическую цепь параллельно. Сериесный привод устанавливается в коробке стрелки справа по ходу движения, а шунтовой — слева.
На контактном проводе в 16—18 метрах перед стрелкой находятся сериесные (последовательные) воздушные контакты, которые опускают токоприёмник трамвая, плавно отрывая его от контактного провода. В 25 метрах за стрелкой (на линиях, где ходят двух-трехвагонные сцепки или сочлененные вагоны большой длины, расстояние может быть увеличено до 50—70 метров), на одном уровне с контактным проводом параллельно ему установлены шунтовые воздушные контакты.
Если трамваю надо проследовать направо — водитель проводит его под сериесными воздушными контактами накатом, с выключенными двигателями. Так как сериесная цепь оказывается разомкнутой — стрелка остаётся в правом положении.
Если трамваю надо повернуть налево — водитель с помощью контроллера включает двигатели. Когда поезд проходит под сериесными контактами с включенными двигателями, возникает электрическая цепь «контактный провод — сериесный электропривод — сериесные воздушные контакты — токосъемник вагона — двигатели вагона — рельсы». При этом сериесный соленоид втягивает сердечник и переводит стрелку для левого направления движения.
После проезда стрелочного перевода токосьемник трамвая, повернувшего по стрелке налево, замыкает шунтовой воздушный контакт, образуется электрическая цепь «контактный провод — токосъемник трамвайного вагона — шунтовой контакт — шунтовой привод — рельсы», в результате чего шунтовой соленоид возвращает стрелку в исходное положение (для движения направо).
В Барнауле и Бийске применяется другая система управления стрелками. Здесь стрелочные переводы оборудованы реверсивными мотор-редукторами. Управляются мотор-редукторы с использованием индукционной сигнальной системы. На вагонах установлены генераторы электрических колебаний с частотой 11 кГц и индукционные катушки, расположенные перед первой колесной парой. Перед стрелочным переводом в грунт вкопана петля из провода. При включении водителем генератора и при нахождении вагона в зоне стрелочного перевода в петле возникает индукционный ток, который обрабатывается автоматикой стрелки и включает мотор-редуктор для перевода перьев в другое направление. Естественно, такая система не может работать при движении вагона задним ходом.
В Екатеринбурге и Челябинске стрелочные переводы оборудованы единственным соленоидом. Механизм привода устроен так, что при срабатывании соленоида происходит перевод перьев в другое положение. При отключении соленоида обратного перевода не происходит. Таким образом, если нужно перевести стрелку, то при проезде сериесного контакта водитель должен ехать со включенным тяговыми двигателя. Если же стрелку переводить не нужно, то сериесный контакт проходится с выключенными тяговыми двигателями (накатом). Таким образом, перевод стрелки зависит от тока потребления трамваем во время прохождения сериесного контакта. Так же устроены управляемые стрелки в Саратове. Часть стрелок в Екатеринбурге оборудована электронной системой управления, связь с которой из вагона осуществляется по радиоканалу.
За рубежом активно используются высокочастотные бесконтактные устройства для управления стрелками швейцарской фирмы Signaltechnik-Elektronik AG. При выезде из депо водитель устанавливает матричный переключатель согласно номеру своего маршрута. Вагон при движении непрерывно излучает закодированный сигнал, который принимается антеннами каждой стрелки. Анализируя его, приёмник определяет необходимое направление стрелки. В результате водитель не участвует в процессе управления стрелками и не отвлекается от дорожной ситуации.

### Монорельс

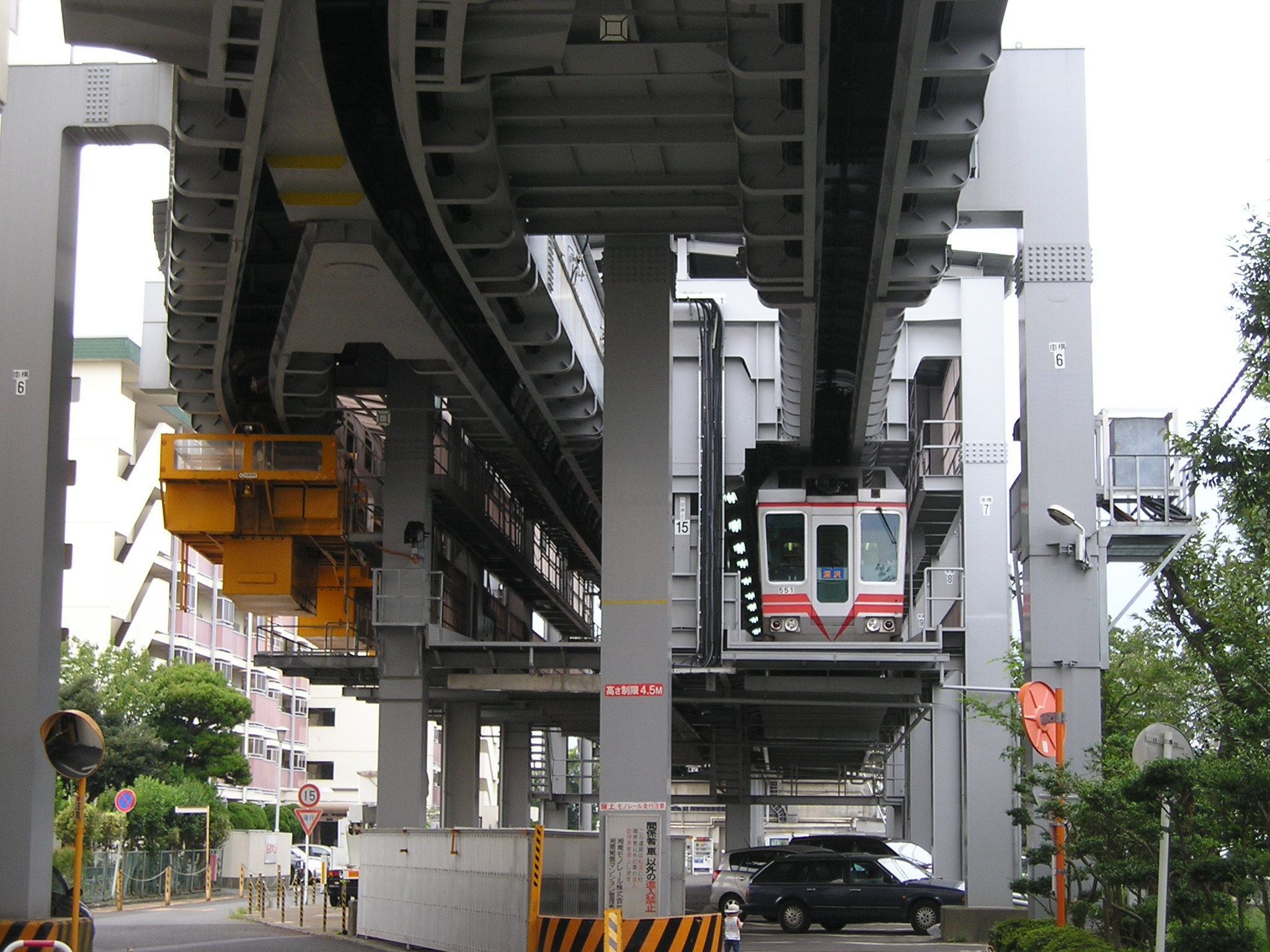
Монорельсовая стрелка (стрелочный перевод)

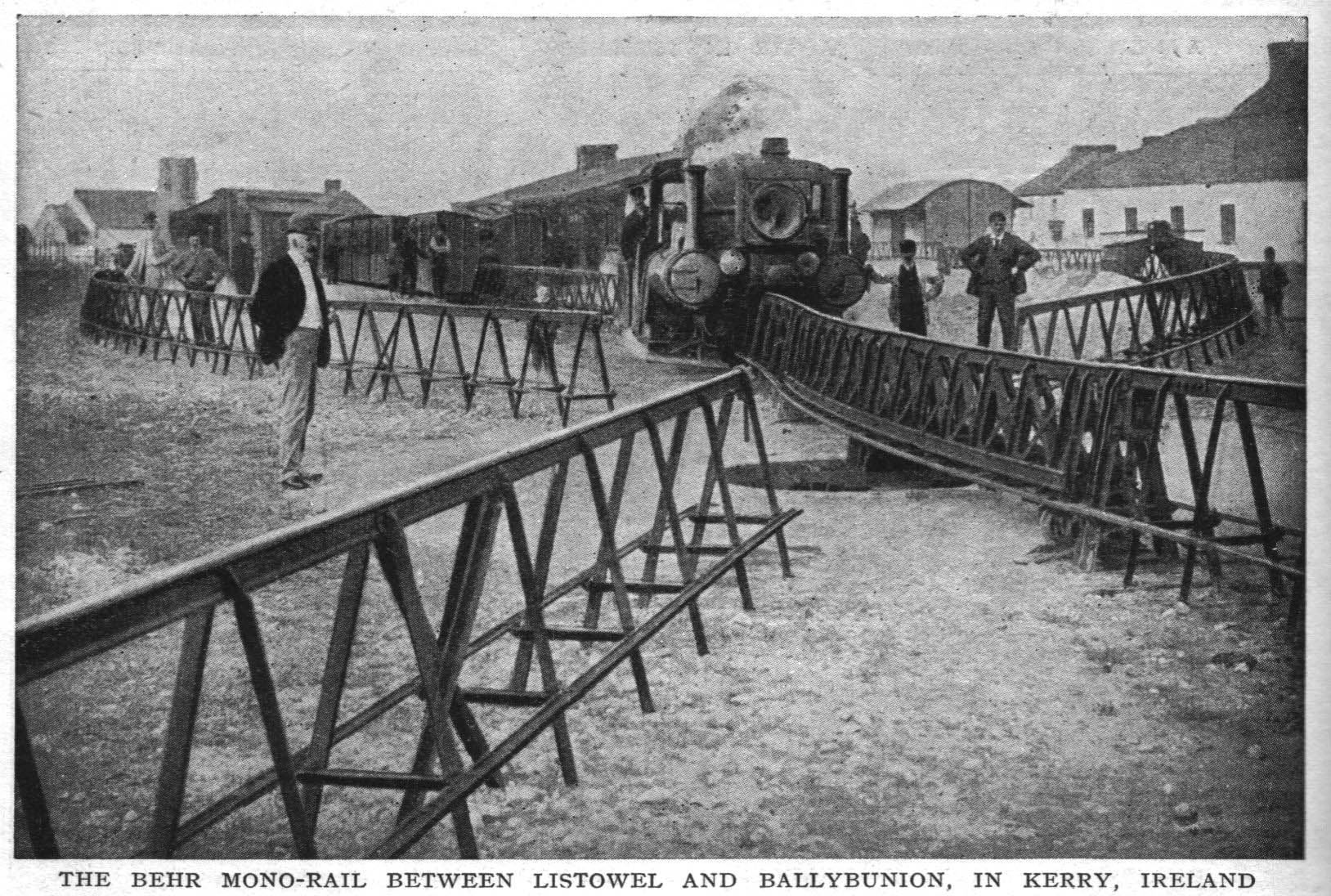
Монорельс системы Лартига

## Стрелочник

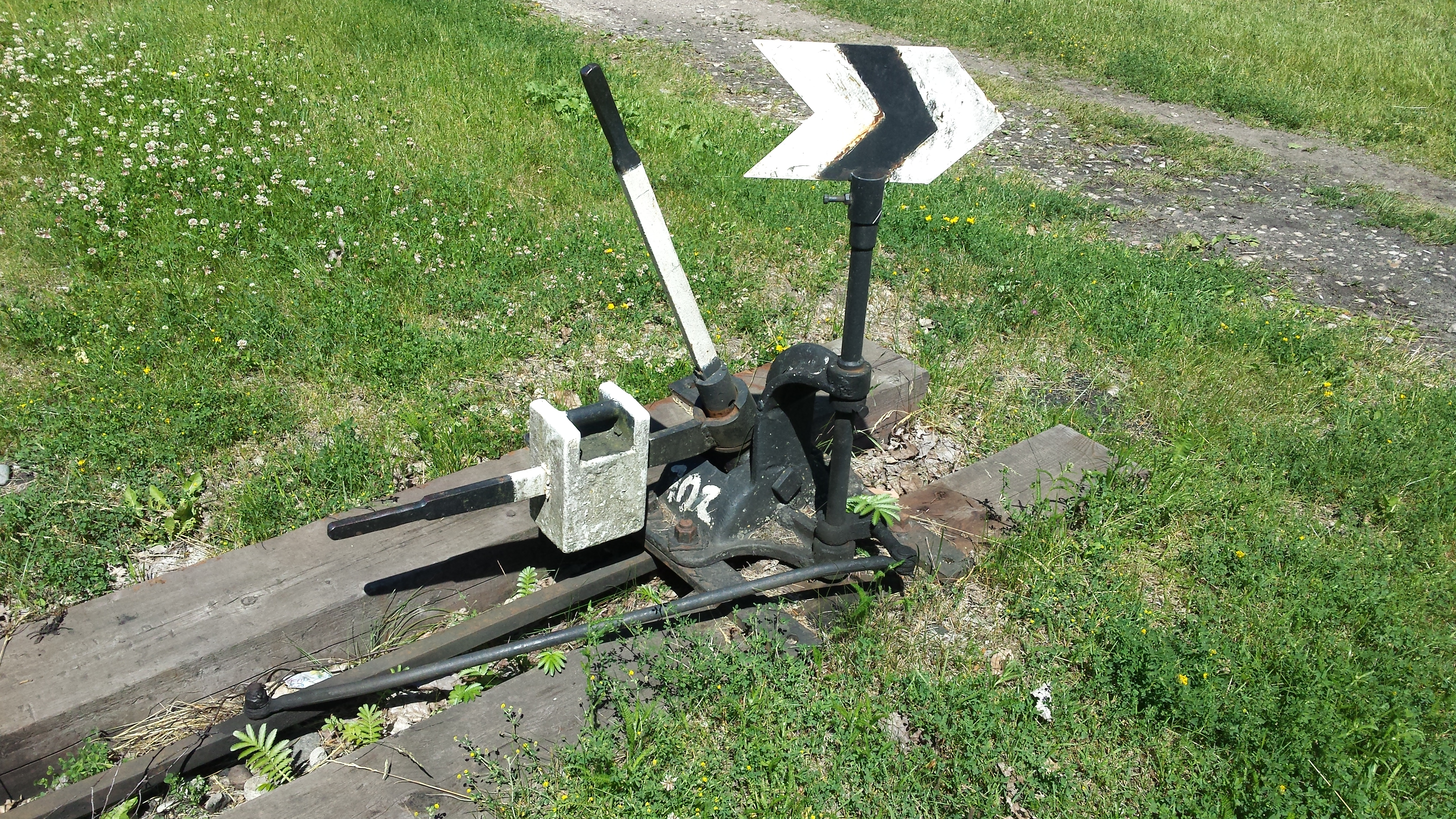
Рычаги и тяги управления ручного стрелочного перевода

Управление ручными стрелочными переводами осуществляется специально выделенными железнодорожными работниками — дежурными стрелочных постов (ранее назывались стрелочниками (стрелочницами)), работающими под управлением старшего дежурного стрелочного поста (старшего стрелочника) по непосредственному распоряжению дежурного по железнодорожной станции. По некоторым вопросам подчинялись дорожному мастеру. Размещался стрелочник в будке стрелочника вблизи от стрелочных переводов, выполнял также функцию по охране стрелок, снабжался ручными сигналами, рожком.
Управление стрелочными переводами с электроприводами производится централизованно дистанционно дежурным по станции (в отдельных случаях — маневровыми диспетчерами), а при диспетчерской централизации — поездным диспетчером.

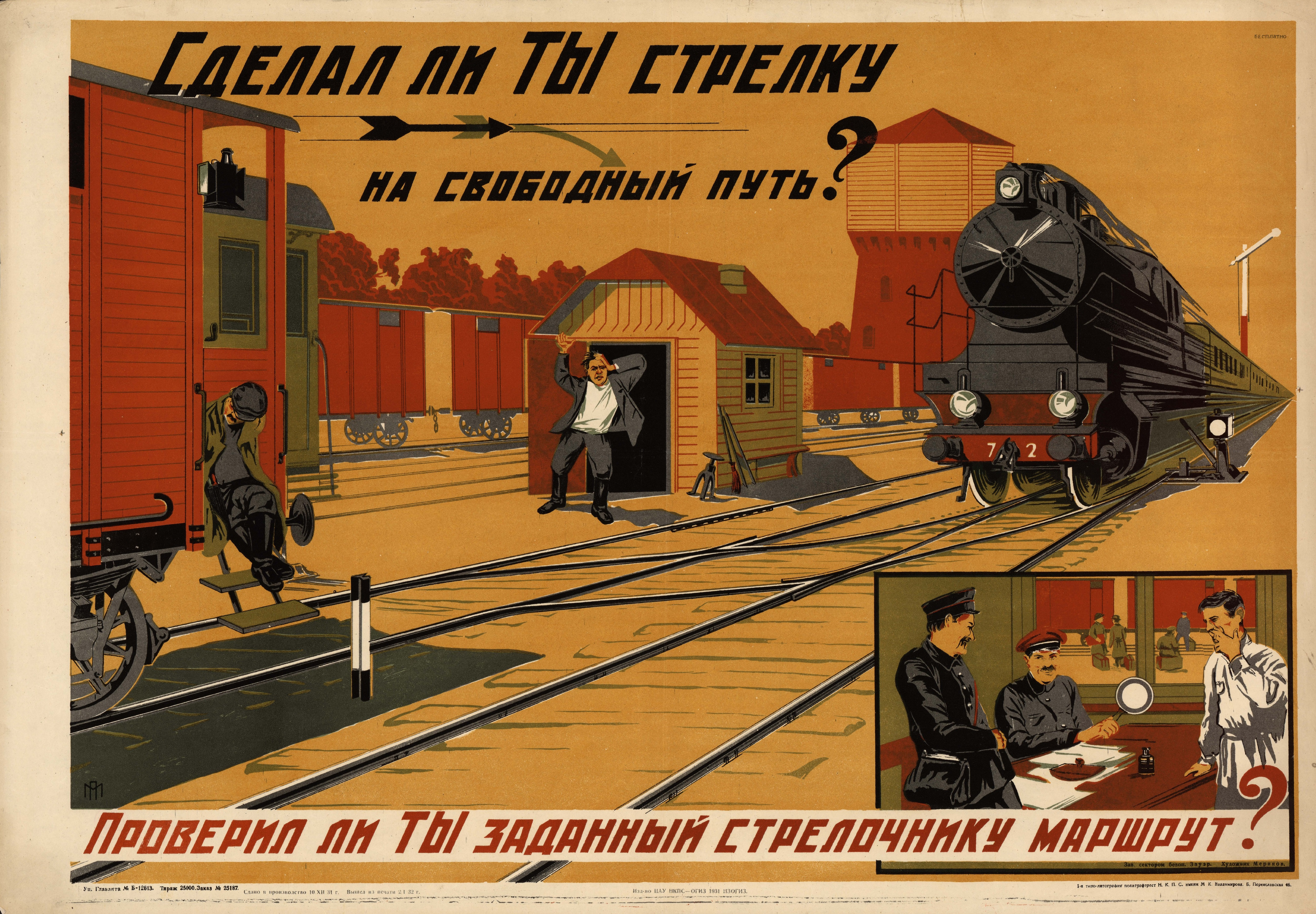
Плакат 1931 года

Слово «стрелочник» и «стрелки» используются в некоторых фразеологизмах:
- «свалить вину на стрелочника», «искать стрелочника», «найти стрелочника», «назначить стрелочника», «перевести стрелки» — перекладывание чьей-либо вины, ответственности за негативное случившееся, подозрения на рядового сотрудника[10][12][13][19][20]